# Philautus zal
Philautus zal és una espècie de granota extinta que va viure a Sri Lanka.